# Фок, Анатолий Владимирович
Анато́лий Влади́мирович Фок (3 июля 1879, Оренбург, Российская империя — 26 августа 1937, Кинто, Испания) — генерал-майор (1919), участник белого движения в России (1918—1920). Участник гражданской войны в Испании на стороне националистов (1936—1937).

## Биография
Из дворян Новгородской губернии. Сын подполковника Владимира Петровича Фока и Марии Александровны Хорунженковой, дочери штабс-капитана.

### Образование
Окончил Псковский кадетский корпус (1897), Константиновское артиллерийское училище (1900). В 1910 окончил Офицерскую гимнастическо-фехтовальную школу, был оставлен в ней инструктором.

### Офицер-артиллерист
Служил в артиллерийской бригаде Кавказской гренадерской дивизии на должностях младшего офицера и делопроизводителя. В 1902 — поручик. На 1910 — штабс-капитан в Кавказской гренадерской Его Императорского Высочества великого князя Михаила Николаевича артиллерийской бригаде. Командирован для прохождения курса в главную Гимнастическо-фехтовальную школу с откомандированием от должности дивизионного адъютанта (1909). Окончил курс школы и оставлен при ней инструктором (1910). Переведён в постоянный состав гимнастическо-фехтовальной школы и назначен заведующим 1-м отделением переменного состава школы, старшим преподавателем и казначеем школы. В 1912 — капитан. Командирован на V Олимпиаду в Стокгольм капитаном команды гимнастов, выступающей на состязании офицеров (1912). За время нахождения в гимнастическо—фехтовальной школе с 1909 по 1914 был командирован 7 раз в различные отряды пограничной стражи для организации курсов по гимнастике, фехтованию и рубке. На фронт Первой мировой войны вышел в составе артиллерийской бригады гренадерской дивизии 2-го Кавказского армейского корпуса. За боевые отличия в бою под Осредском произведён в подполковники со старшинством с 1915 года. В 1916 — командир батареи. Награждён орденом Св. Георгия 4-й степени за отличия в делах против неприятеля (1916). Произведён в полковники за боевые отличия в боях под Грабовцом со старшинством 1915 года. В 1917 — и. д. командира 51-го тяжёлого артиллерийского дивизиона. Награждён Георгиевским оружием (ПАФ 29.04.1917). Был взят в плен германцами и интернирован в г. Минск. Освобождён из плена 28 мая 1918 года.

Кому: Командиру Кавк. грен. артиллерийской бригады.
От: Командира 13 Л.-Гр. Эриванского полка.
22 ноября 1915 года. Фольв. Богдановка.
Сим удостоверяю, что в боях 4 и 5 июня 1915 года у дер. Осередек Командующий 1 батареей Капитан Фок проявил выдающуюся храбрость и самоотвержение и, искусно руководя огнём своей батареи, оказал вверенному мне полку полное содействие в отражении повторных ожесточённых атак противника на вверенный мне полк.
Таких блестящих результатов Капитан Фок достиг лишь благодаря своей исключительной храбрости; находясь в течение обоих этих дней, 4 и 5 июня, безотлучно на передовом наблюдательном пункте в окопе 8 роты вверенного мне полка под сильнейшим ружейным, пулемётным и артиллерийским огнём противника, подвергая свою жизнь явной опасности, причём, для лучшего наблюдения за противником, влезал на находившееся около окопа дерево.
Командир 13 Л.-Гр. Эриванского полка Полковник Вышинский. — Лейб-Эриванцы в Великой войне. стр 233

### Участник Гражданской войны
Прибыл в станицу Егорлицкую и был назначен в конно-горную Дроздовскую батарею, где был зачислен в команду разведчиков (1918, 4 июня). С лета 1918 служил в Добровольческой армии, первоначально был рядовым 3-й дивизии, в конно-горной батарее капитана Колзакова, который во время Первой мировой войны служил под командой полковника Фока. Вскоре стал командиром 2-й конно-горной батареи, затем командир 1-го конно-горного артиллерийского дивизиона. С сентября 1918 командир артиллерийского дивизиона 1-й конной дивизии генерала П. Н. Врангеля. В начале октября 1918 был ранен.
В начале 1919 — генерал-майор, в мае того же года — начальник артиллерии армейской группы генерала Врангеля, участвовал в боях за Великокняжескую против 10-й красной армии. В 1919 — инспектор артиллерии 1-го конного корпуса. По прибытии в город Армянск (у Перекопа), вступил в командование артиллерией Перекопского Укрепленного района (май 1920). В Русской армии генерала Врангеля в Крыму в 1920 был инспектором артиллерии 1-го армейского корпуса генерала А. П. Кутепова.

### Эмигрант

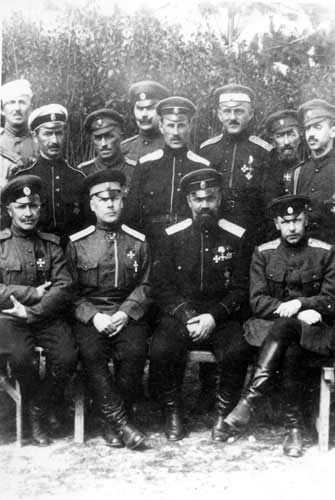
Командование, штаб и командиры частей 1-го армейского корпуса в Болгарии. Сидят слева направо — генералы — А. В. Фок, В. К. Витковский, А. П. Кутепов, Б. А. Штейфон. Стоят — генералы — М. М. Зинкевич, М. А. Пешня, И. Т. Борисевич, полковник Сухарев, Н. В. Скоблин, А. В. Туркул, полковник Е. И. Христофоров, Ф. Э. Бредов. Болгария, г. Велико-Тырново, 2 апреля 1922 г.

В ноябре 1920 вместе с корпусом эвакуировался из Крыма в Галлиполи, где был одним из помощников генерала Кутепова. С декабря 1920 командовал артиллерийской бригадой, в которую в Галлиполи была сведена пешая артиллерия корпуса. Ведал Сергиевским артиллерийским училищем, а также спортивными занятиями и соревнованиями во всех частях 1-го армейского корпуса.
Недолго жил в Болгарии, откуда был выслан правительством А. Стамболийского как активный противник возвращения белых военнослужащих в Советскую Россию. Переехал во Францию. В Париже работал простым рабочим на заводе и одновременно окончил Зарубежные высшие военно-научные курсы генерала Н. Н. Головина. Регулярно выступал с докладами на военные темы. В 1924 был избран председателем Клуба русских спортсменов в Париже при французском Спортивном обществе «Club athlétique de la société générale» (CASG). Почётный председатель Общества офицеров конной артиллерии (1929), возглавлял группу чинов 1-го армейского корпуса в Париже. Заведующий Курсами сокольских руководителей в Медоне (под Парижем), читал лекции «Основы сокольской гимнастической системы» (1933—1937). Участвовал в деятельности Русского обще-воинского союза (РОВС), где числился командиром артиллерийской бригады 1-го армейского корпуса — в порядке сохранения кадров белой армии. В 1935 был в числе генералов, подвергших резкой критике деятельность главы РОВС генерала Е. К. Миллера, выступивших за активизацию деятельность Союза и его превращение в политический центр всей национально ориентированной эмиграции.

### УчастникГражданской войны в Испании
«Те из нас, кто будет сражаться за национальную Испанию, против III Интернационала, а также, иначе говоря, против большевиков, тем самым будет выполнять свой долг перед белой Россией».— А. В. Фок.

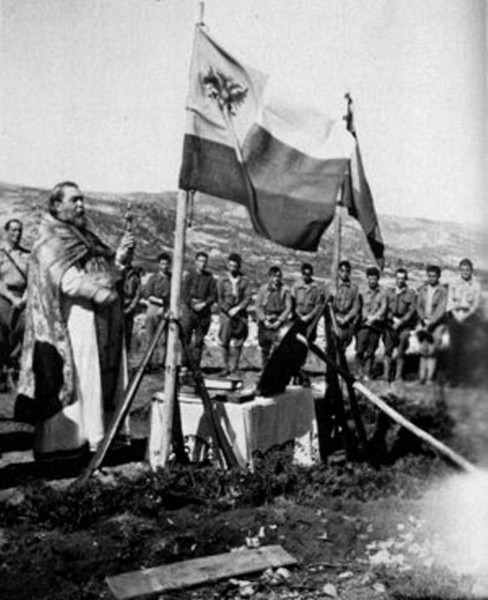
Русские добровольцы в Испании. Богослужение на позициях.

В 1936 отправился в Испанию, чтобы вступить добровольцем в армию генерала Ф. Франко, считал своё участие в гражданской войне в этой стране продолжением борьбы за Белую идею. Существует рассказ о том, что когда в конце августа 1936 четверо русских эмигрантов (включая и Фока) были задержаны испанскими пограничниками на границе колониальных владений Испании в Африке, то командир пограничного подразделения спросил у Фока, не поздно ли в его возрасте воевать рядовым добровольцем. В ответ генерал легко проделал несколько гимнастических упражнений с винтовкой, после чего ответил, что двадцать лет назад он тоже начинал рядовым.
В Испании был зачислен в терцию (батальон) «Донья Мария де Молина» в Кастелиано-Арагонском легионе, произведён в лейтенанты испанской армии. Националисты, в отличие от республиканцев, подчёркнуто не допускали иностранцев на высокие командные должности (итальянские войска воевали на их стороне, но не входили в состав армии Франко — равно как и немецкий легион «Кондор»).
В августе 1937 в долине реки Эбро, к югу от Сарагосы, часть батальона была окружена республиканскими войсками. Деревня Кинто де Эбро стала центром серьёзного сопротивления: среди защищавших её была и 2-я рота терции "Донья Мария де Молина", в которой воевали Фок и ещё один эмигрант, штабс-капитан Марковского артиллерийского дивизиона Яков Тимофеевич Полухин. Со стороны республиканцев деревню штурмовала XV Интернациональная бригада имени Авраама Линкольна, состоявшая из американских ультралевых добровольцев. Полухин погиб 24 августа: раненного в шею, его перенесли в храм, в боковой придел святой Анны, куда позже попал снаряд и раненых завалило. Руководившие обороной деревни офицеры, среди них Фок, оказались заперты на соседнем холме (Purburell Hill) и держали оборону ещё два дня, отрезанные от питьевой воды. На предложение сдаться ответили отказом. На восходе 26 августа американцы пошли на штурм. Фок был одним из последних оборонявшихся и покончил с собой. Американский интербригадовец вспоминал:
В какой-то момент видим русского белого офицера. Ларри О’Тул и я приближаемся к нему. Он кричит по-русски: “Красные свиньи! Красные свиньи!” Потом по-испански: “Ещё шаг, и я стреляю!” О’Тул кричит ему в ответ: “Давай жми, ублюдок. Если сам не выстрелишь, я помогу”. Пистолет уже у него в руке, и он вышибает себе мозги; я снял с трупа его оружие, саблю и Библию на русском.
Другой американец хвастался тем, что они захватили 1200 пленных и "такое же количество кур. Казнили 32 офицера, а русский белогвардеец и нацистский офицер покончили с собой". Личную переписку Фока американцы передали советскому шпиону Михаилу Ефимовичу Кольцову. 2-я рота терции, защищавшая Кинто де Эбро, и в её числе Полухин и Фок, была удостоена Коллективного Креста Ордена Святого Фердинанда — высшей боевой наградой Испании. Гибель Фока и Полухина надолго запомнилась в русской военной эмиграции, став символом продолжавшейся борьбы против большевиков.